# Panorpa subaurea
Panorpa subaurea är en näbbsländeart som beskrevs av Chou, Li in Chou, Wang, Li och Tong 1987. Panorpa subaurea ingår i släktet Panorpa och familjen skorpionsländor. Inga underarter finns listade i Catalogue of Life.